# پاریس–برست

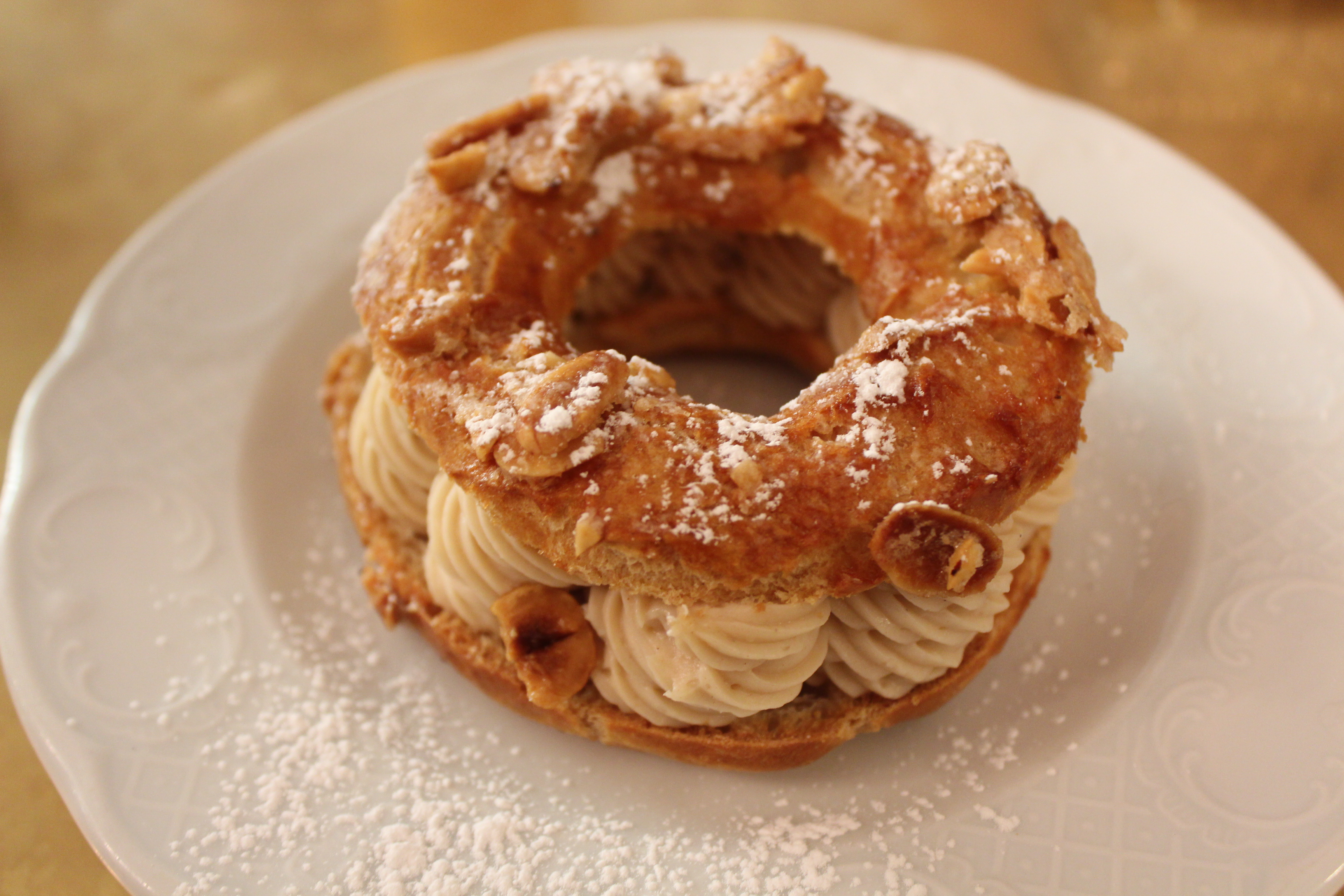
پاریس–برست

پاریس–برست نوعی دسر فرانسوی است که آن را از خمیر پفی و خامه طعم‌دارشدۀ پرالین درست می‌کنند.

## تاریخچه
لوئیس دوراند، شیرینی‌پز اهل مزون لفیت، در سال ۱۹۱۰، به‌درخواست پیر گیفارد برای بزرگداشت مسابقۀ دوچرخه‌سواری پاریس–برست که او در سال ۱۸۹۱ آن را آغاز کرده بود، این شیرینی گرد چرخ‌مانند را درست کرد. شکل دایره‌وار آن یادآور چرخ است. در جریان مسابقات دوچرخه‌سواری پاریس–برست، این دسر، به‌دلیل اینکه کالری زیاد و همچنین نام جذابی داشت، بین دوچرخه‌سواران محبوب شد، و حالا در سراسر فرانسه می‌شود آن را یافت.
1. ↑  Mollois, Emmanuel. Et Voila. Fremantle Press
2. ↑  Tom Kevill-Davies (2009-06-16). "Paris Brest - The Breakfast of Champions". The Hungry Cyclist. Archived from the original on 2009-10-15. Retrieved 2009-09-26.